# Karadzor
Karadzor ou Qaradzor (en arménien Քարաձոր) est une communauté rurale du marz de Lorri en Arménie. En 2008, elle compte 456 habitants.